# Thailand ved sommer-OL 2020
Thailand deltog under Sommer-OL 2020 i Tokyo som blev afviklet i perioden 23. juli til 8. august 2021.

## Medaljer
| 2020 Tokyo | Guld | Sølv | Bronze | Total |
| Thailand   | 1    | 0    | 1      | 2     |

### Medaljevinderne
| Thailand under sommer-OL 2020 i Tokyo | Thailand under sommer-OL 2020 i Tokyo | Thailand under sommer-OL 2020 i Tokyo | Thailand under sommer-OL 2020 i Tokyo | Thailand under sommer-OL 2020 i Tokyo |
| Medalje                               | Navn                                  | Sport                                 | Event                                 | Dato                                  |
| ------------------------------------- | ------------------------------------- | ------------------------------------- | ------------------------------------- | ------------------------------------- |
| Guld                                  | Panipak Wongpattanakit                | Taekwondo                             | Damernes 49 kg                        | 24. juli                              |
| Bronze                                | Sudaporn Seesondee                    | Boksning                              | Damernes Letvægt                      | 5. august                             |